# Drepanosticta viridis
Drepanosticta viridis är en trollsländeart som beskrevs av Fraser 1922. Drepanosticta viridis ingår i släktet Drepanosticta och familjen Platystictidae. IUCN kategoriserar arten globalt som otillräckligt studerad. Inga underarter finns listade i Catalogue of Life.